# Lars Lagerbäck
Lars Lagerbäck (Katrineholm, 16 de julho de 1948) é um treinador e ex-futebolista sueco
Entre 2000 e 2009, foi treinador da Seleção Sueca de Futebol, tendo levado a Suécia a cinco fases finais — Europeu 2000, Mundial 2002, Europeu 2004, Mundial 2006 e Europeu 2008. Foi afastado do cargo após o fracasso na tentativa de classificar o país para a Copa do Mundo FIFA de 2010.

Em 2010, assumiu o comando da Seleção Nigeriana de Futebol, apenas para a Copa do Mundo FIFA de 2010.

Em outubro de 2011, foi o treinador da Seleção Islandesa de Futebol até a sua eliminação na Eurocopa 2016.